# بابلو فارغاس
بابلو فارغاس (بالإسبانية: Pablo Vargas)‏ (16 فبراير 1984 في إسبانيا - ) هو لاعب كرة قدم إسباني في مركز حراسة المرمى. لعب مع ريال بيتيس بي وUniversidad de Las Palmas CF ‏ ونادي كاسيرينو وLucena CF ‏.

## وصلات خارجية
- بابلو فارغاس على موقع قاعدة بيانات كرة القدم.إي يو (الإنجليزية)
- بابلو فارغاس على موقع Soccerway.com (الإنجليزية)